# آجا (سرگرمی‌ساز)
آجا (به انگلیسی: Aja) (زاده ۴ ژانویهٔ ۱۹۹۴) زن‌پوش، رپر آمریکایی است.